# كأس إسكتلندا 1959–60
كأس اسكتلندا 1959–60 (بالإنجليزية: 1959–60 Scottish Cup)‏ هو موسم من كأس اسكتلندا. فاز فيه نادي رينجرز.